# G350.1-0.3
G350.1-0.3 — остаток сверхновой, расположенный в созвездии Скорпиона. Находится в галактике Млечный Путь, вероятно, относится к нейтронной звезде (XMMU J172054.5-372652), образовавшейся при той же вспышке сверхновой. Ранее объект был ошибочно классифицирован как далёкая галактика.
G350.1-0.3, яркий радиоисточник во внутренней части Млечного Пути был первоначально обнаружен при сопоставлении наблюдений на телескопах обсерваторий Молонгло (англ. Molonglo Observatory Synthesis Telescope) и Паркса и классифицирован как остаток сверхновой в публикациях с 1973 по 1975 год. Однако более поздние изображения с большим разрешением, полученные в середине 1980-х годов, показали неправильную структуру, отличающуюся от структуры других остатков сверхновых. Затем утверждалось, что G350.1-0.3 является радиогалактикой или скоплением галактик, в результате чего данный объект сначала был указан в каталогах как «кандидат в остатки сверхновых», затем он был исключён из каталогов.
Результаты исследования, опубликованные в 2008 году, были получены с помощь архивных и новых данных, полученных на орбитальном рентгеновском телескопе XMM-Newton, и показали, что G350.1-0.3 является остатком сверхновой. Исследователи определили, что странная форма объекта является следствием взрыва рядом с плотным газовым облаком, примерно в 15 000 световых лет от Солнца, данное облако препятствовало дальнейшему расширению остатка сверхновой, благодаря чему он приобрёл вытянутую форму. Учёные также определили, что ближайший рентгеновский источник, XMMU J172054.5-372652, является центральным компактным объектом сверхновой.
G350.1-0.3 обладает диаметром 8 световых лет, возраст составляет 900—1000 лет, таким образом, данный объект является одним из самых молодых и ярких остатков сверхновой в Млечном Пути. Возможно, саму вспышку сверхновой человечество не наблюдало вследствие наличия поглощения межзвёздной пылью.